# Guncati (Knić)
Pour les articles homonymes, voir Guncati.
Guncati (en serbe cyrillique : Гунцати) est un village de Serbie situé dans la municipalité de Knić, district de Šumadija. Au recensement de 2011, il comptait 830 habitants.

## Démographie

### Évolution historique de la population
| 1948  | 1953  | 1961  | 1971  | 1981  | 1991  | 2002 | 2011 |
| ----- | ----- | ----- | ----- | ----- | ----- | ---- | ---- |
| 2 051 | 1 869 | 1 670 | 1 522 | 1 336 | 1 144 | 943  | 830  |

|  |